# 70e bataillon de tirailleurs sénégalais
Le 70e bataillon de tirailleurs sénégalais (ou 70e BTS) est un bataillon des troupes coloniales.

## Historique des garnisons, combats et batailles du70eBTS
- 25/06/1917 : Le bataillon reçoit la 4e compagnie et une partie des hommes de la Compagnie de Mitrailleuses du 80e BTS, à la suite de la dissolution de ce dernier
- 28/02/1919 : Le bataillon reçoit des renforts du 122e BTS qui vient d'être dissous
- 16/03/1919 : Le bataillon envoie 114 tirailleurs au 82e BTS
- 15/05/1919 : Le bataillon reçoit 589 tirailleurs du 97e BTS qui vient d'être dissous

### Sources et bibliographie
Mémoire des Hommes